# Nembrotha kubaryana
La babosa de neón variable (Nembrotha kubaryana) es una especie de molusco nudibranquio perteneciente a la familia de los Polyceridae.

## Descripción
Este animal puede alcanzar una longitud total de más de 120 mm. El cuerpo de nudibranquio presenta una coloración negra con franjas longitudinales de color verde o presentar puntos plateados verdosos. El borde del pie y la cabeza suele presentar una coloración rojo-naranja. El rinóforos y las branquias pueden ser de color rojo o verde. Nembrotha kubaryana se confunde fácilmente con una especie similar, Nembrotha cristata aunque este último no tiene borde rojo anaranjado en su pie.

## Distribución
Esta especie se encuentra en la zona tropical del Indo-Pacífico occidental

## Ecología
La babosa de neón se alimenta de ascidias y se ha observado alimentándose de la ascidia verde con aros, Sigillina signifera

## Galería

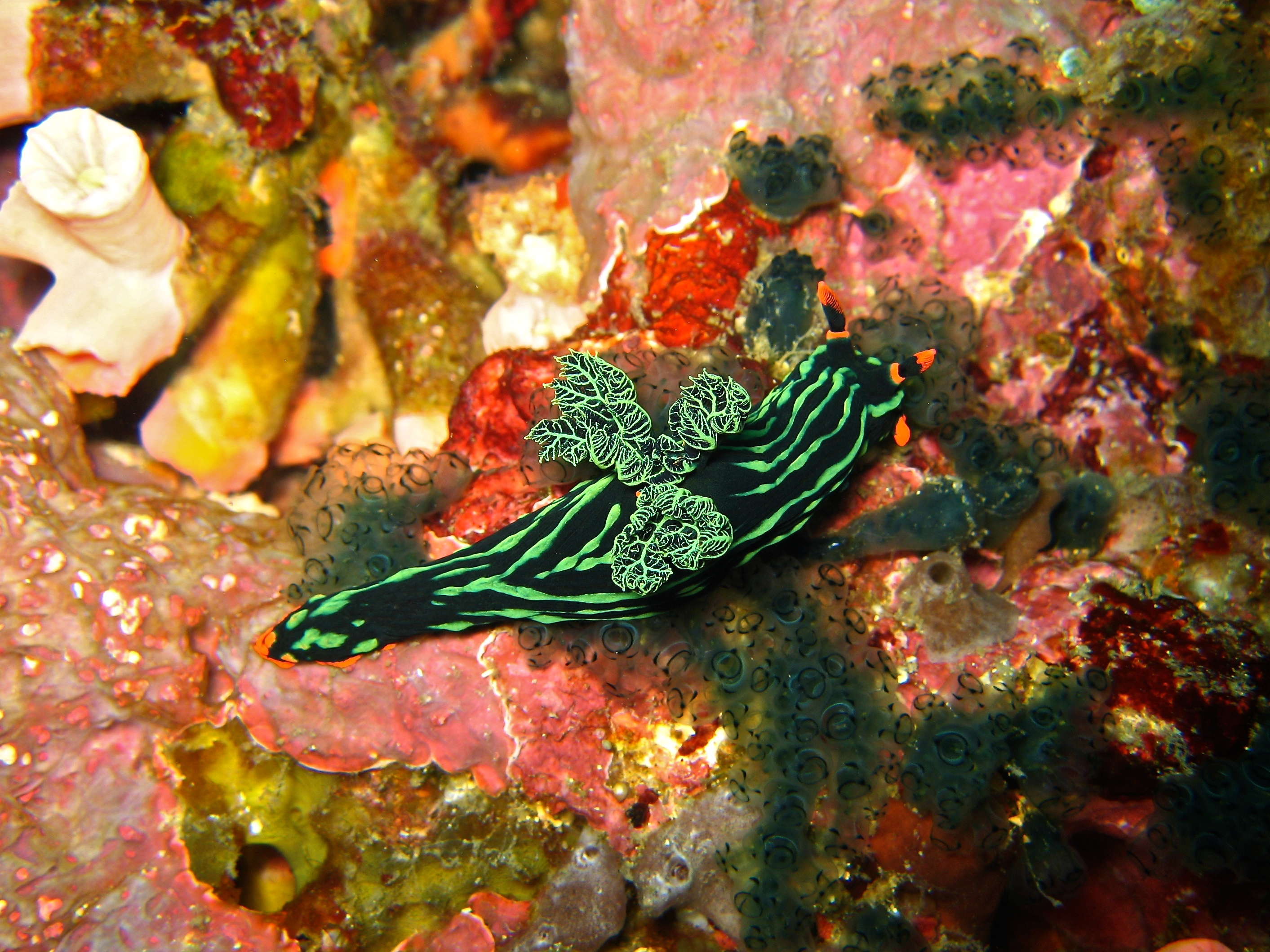
Nembrotha kubaryana de Isla verde Filipinas.
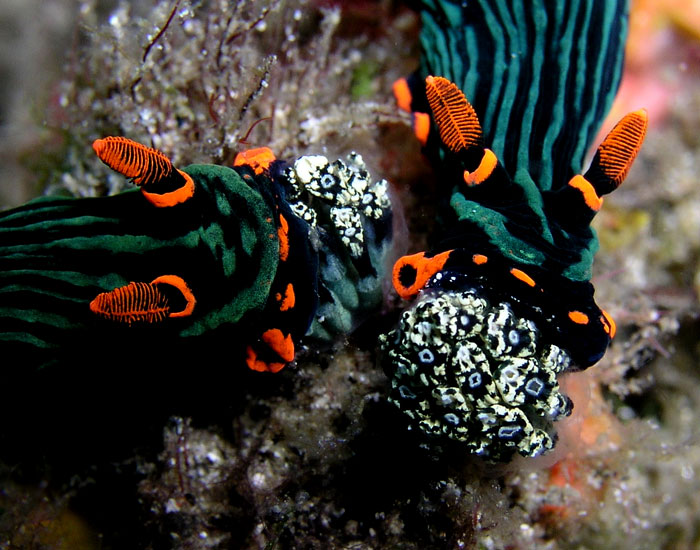
Nembrotha kubaryana comiendo al tunicado Oxycorynia fascicularis.
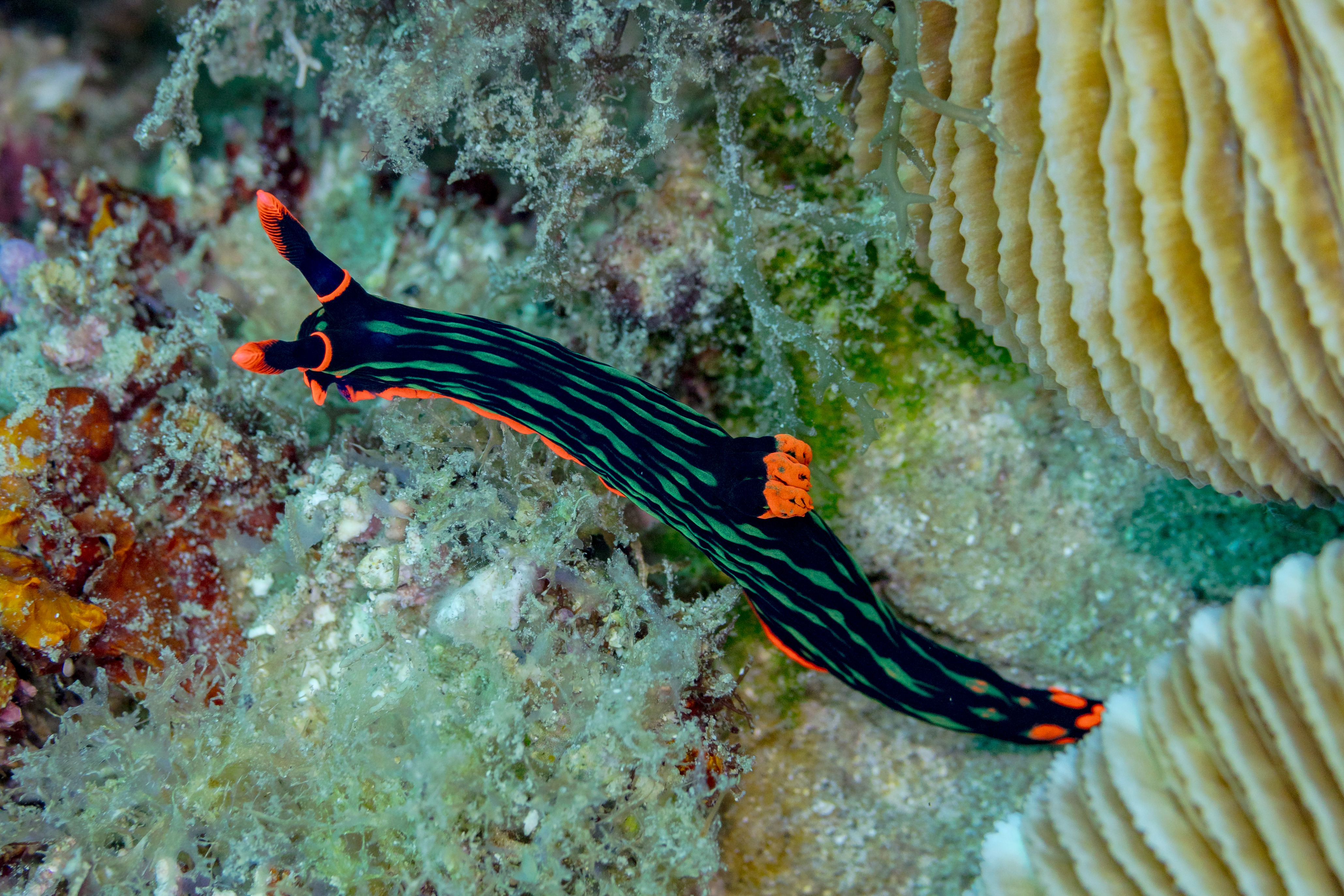
Nembrotha kubaryana.
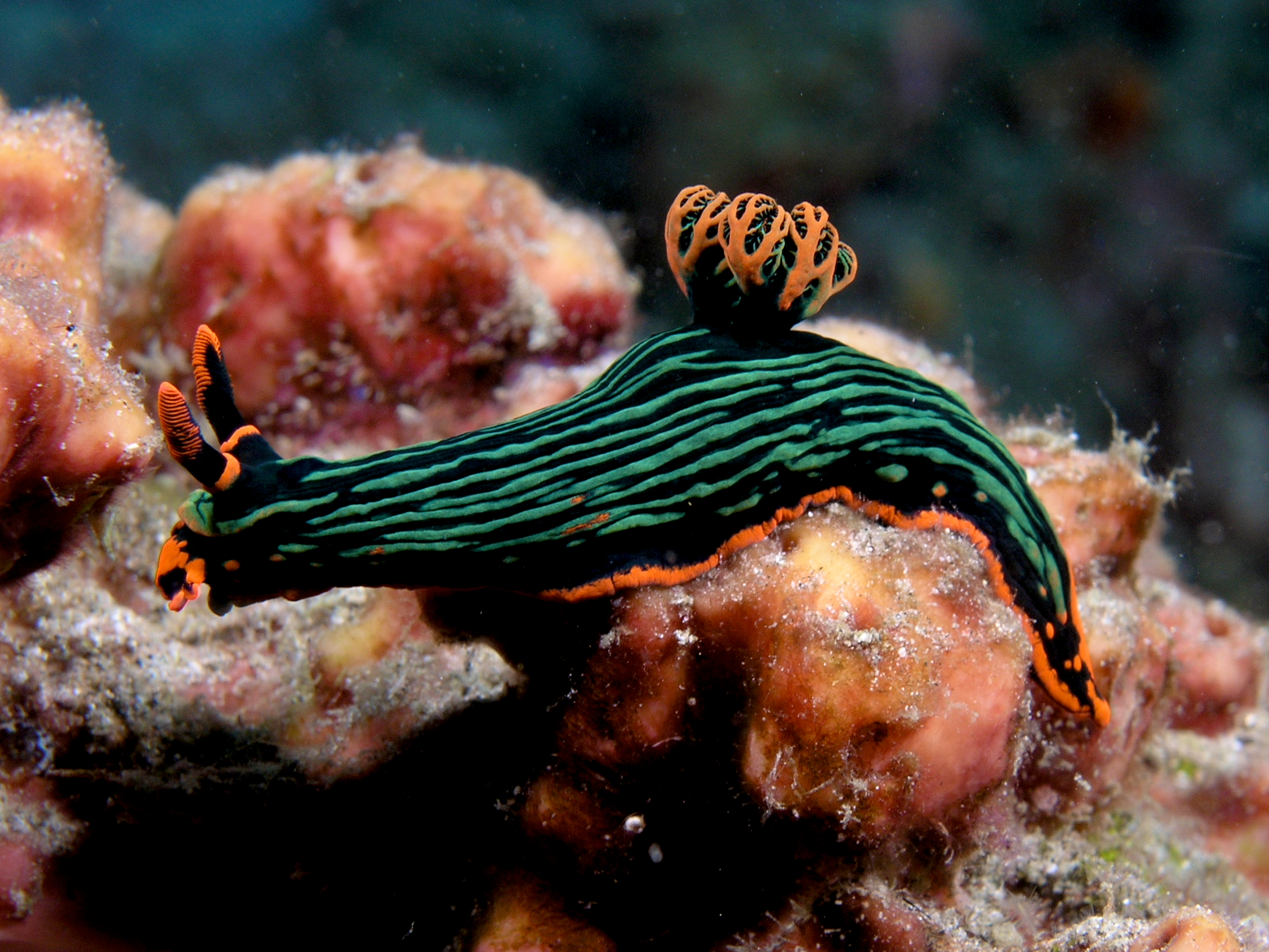
Nembrotha kubaryana de Timor del Este.
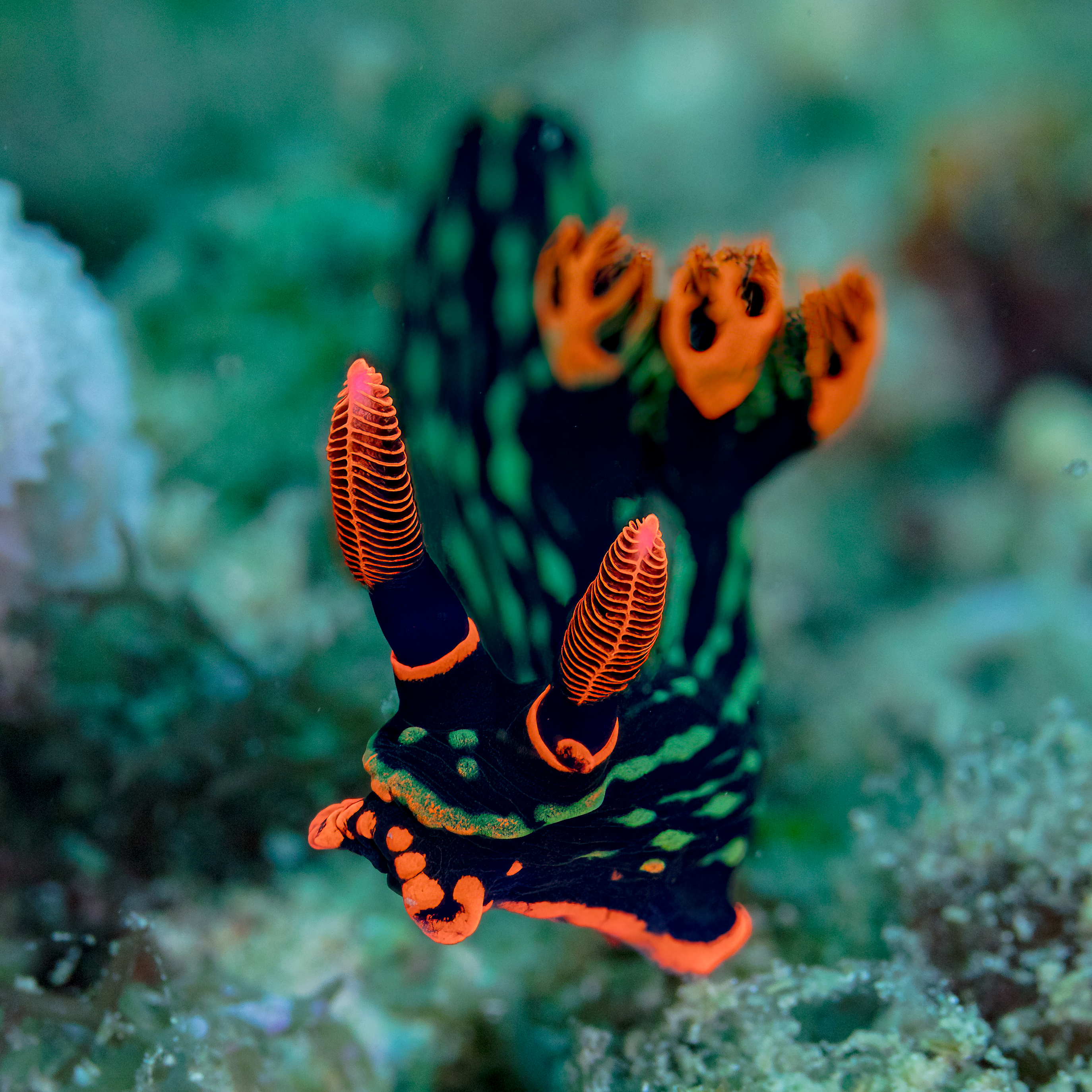
Nembrotha kubaryana de Filipinas.
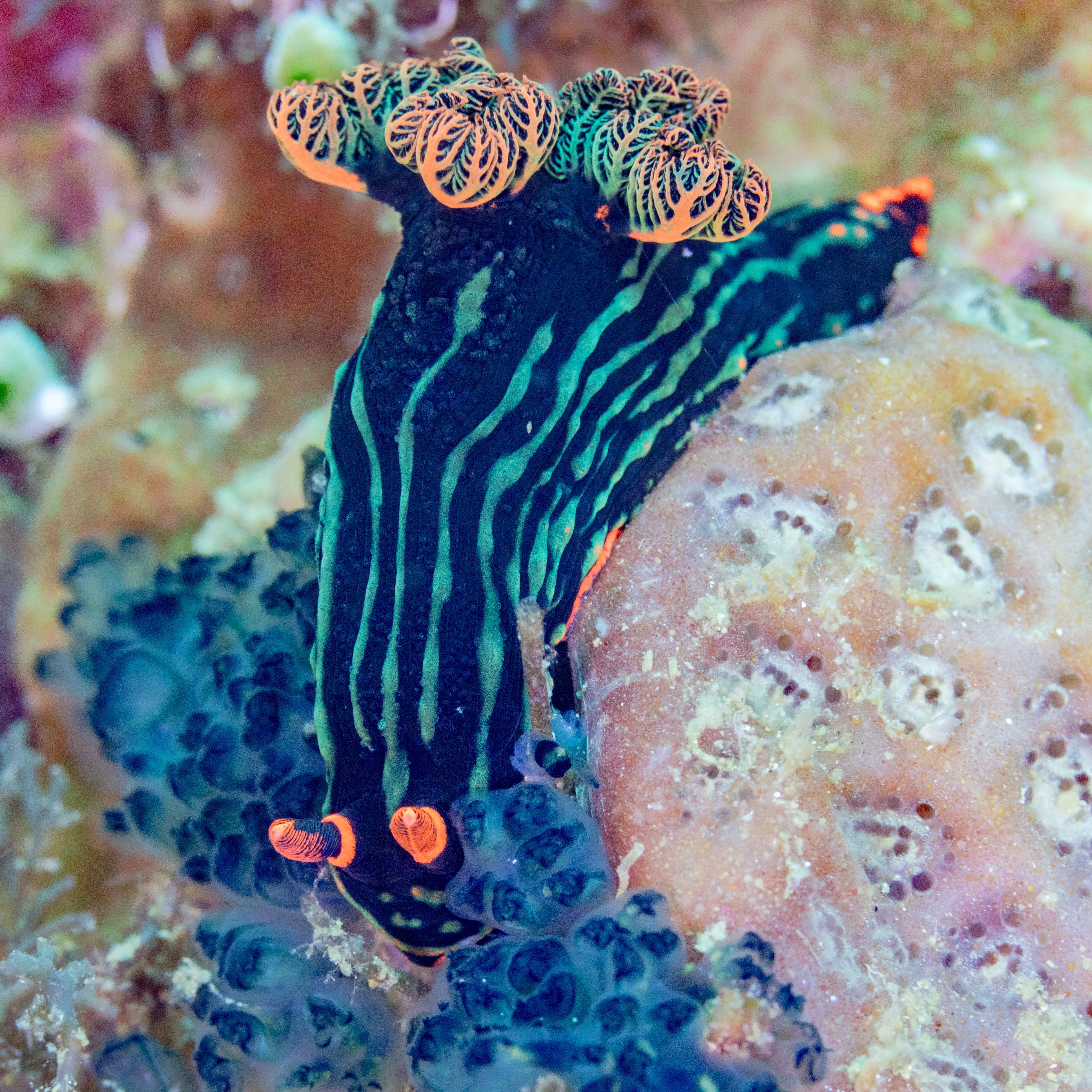
Primer plano de las branquias.

### Videos
- Youtube: Nembrotha kubaryana
- Youtube: UW video diving Nembrotha kubaryana naaktslak nudibranche
- Youtube: Nudibranch ('Nembrotha Kubaryana') at Sinandingan Wall, Puerto Galera @ 19/9/11

- Datos: Q2486240
- Multimedia: Nembrotha kubaryana / Q2486240
- Especies: Nembrotha kubaryana